# Électricité en Ouganda
L'électricité en Ouganda constitue un secteur en pleine croissance dans ce pays d'Afrique de l'Est. Bien que l'Ouganda dispose d'importantes ressources hydroélectriques et d'un potentiel considérable en énergie renouvelable, l'accès à l'électricité reste limité avec seulement 42% de la population connectée au réseau électrique en 2021. Le secteur est régulé par l'autorité de régulation de l'électricité (Electricity Regulatory Authority) (ERA), établie en 2000, qui supervise la production, la transmission, la distribution et la vente d'énergie électrique dans le pays.

## Histoire et développement
Le secteur électrique ougandais a connu une croissance remarquable depuis l'indépendance. La capacité installée est passée de 60 MW en 1954 à 400 MW en 2000, puis à 1 237,49 MW en octobre 2020. Cette croissance s'est accélérée dans les années 2020, la capacité atteignant environ 2 048 MW en 2024, soit une augmentation de 63,7% par rapport aux 1 251 MW de 2020.
Le nombre de centrales électriques est passé de trois en 2001 à plus de 40 installations en 2020, témoignant de la diversification du mix énergétique national. Cette expansion a été facilitée par les réformes du secteur et la création d'un environnement réglementaire favorable aux investissements privés.

## Infrastructure et capacité de production

### Capacité installée
En décembre 2022, l'ERA estimait la capacité électrique installée de l'Ouganda à 1 402 mégawatts (MW) avec une demande de 843 MW, laissant un excédent de 559 MW. Cette capacité a continué de croître, atteignant environ 2 048 MW en 2024.
La demande de pointe nationale était de 863 MW en février 2023, tandis qu'en décembre 2023, la demande maximale atteignait 988 MW, dont 868 MW pour la consommation nationale et 120 MW pour l'exportation.

### Mix énergétique
L'hydroélectricité domine largement le mix énergétique ougandais, représentant 84% de la capacité installée avec 692 MW en 2020. Cette dépendance à l'hydroélectricité s'explique par l'abondance des ressources hydrauliques du pays, notamment grâce au lac Victoria et au Nil Blanc.
Le secteur s'est diversifié au fil des années avec l'introduction d'autres sources d'énergie renouvelable, notamment :
- L'énergie solaire
- L'énergie éolienne
- La bioénergie
- L'énergie géothermique

### Projets hydroélectriques majeurs
Le barrage hydroélectrique de Karuma constitue le plus grand projet hydroélectrique d'Ouganda avec une capacité de 600 MW. Initialement prévu pour 2019, le projet a été retardé de plus de quatre ans avant d'être mis en service commercial en septembre 2024. Ce projet devrait augmenter la capacité totale du pays de 44% et créer un excédent de plus de 1 000 MW.
Le barrage d'Isimba, d'une capacité de 183 MW, fait également partie des projets majeurs qui ont contribué à l'expansion récente de la capacité de production.

## Accès à l'électricité

### Taux d'électrification national
Le taux d'accès à l'électricité en Ouganda reste relativement faible malgré les progrès réalisés. En 2021, la couverture électrique atteignait 42% de la population, en progression constante depuis 1991 où elle n'était que de 5,6%, puis 9% en 2006 et 10% en 2010.

### Disparités urbaines-rurales
L'accès à l'électricité présente de fortes disparités géographiques :
- Zones urbaines : 98% de taux d'électrification[1]
- Zones rurales : seulement 18,9% selon l'Enquête nationale des ménages ougandais 2019/2020[1]

Cette disparité s'explique par les défis spécifiques à l'électrification rurale : éloignement géographique, consommateurs dispersés, faible demande d'électricité, capacité de paiement limitée, et coûts élevés d'installation et de maintenance.

### Solutions hors réseau
Pour pallier les limitations du réseau national, l'Ouganda développe des solutions d'accès hors réseau (off-grid), notamment :
- Les systèmes solaires domestiques (Solar Home Systems)
- Les mini-réseaux (Mini grid systems)
- Les dispositifs de production d'énergie de petite taille

Ces solutions alternatives contribuent significativement aux 42% d'accès global à l'électricité.

## Consommation et demande
La consommation d'électricité par habitant en Ouganda demeure très faible avec seulement 75 kWh par an en 2019, soit près de 900 fois moins qu'en Allemagne. Cette faible consommation reflète le niveau de développement économique du pays et les défis d'accès à l'électricité.
Dans le bilan énergétique national, l'électricité ne représente que 1,4% de la consommation totale d'énergie primaire, la biomasse dominant avec 90% (bois de chauffage 78,6%, charbon de bois 5,6%, résidus de cultures 4,7%). Les produits pétroliers, principalement utilisés pour les véhicules et les centrales thermiques, comptent pour 9,7% du bilan énergétique.

## Régulation et cadre institutionnel

### Electricity Regulatory Authority
L'autorité de régulation de l'électricité est l'organisme statutaire établi en 2000 conformément à la Loi sur l'électricité de 1999 pour réguler la production, la transmission, la distribution, la vente, l'exportation et l'importation d'énergie électrique en Ouganda. L'ERA guide la libéralisation de l'industrie électrique et gère les licences, les tarifs, la sécurité et autres questions concernant le secteur.
L'Ouganda est reconnu comme ayant l'un des environnements réglementaires les plus robustes du secteur électrique en Afrique subsaharienne, comme en témoigne son classement élevé dans l'Indice réglementaire de l'électricité pour l'Afrique de la Banque africaine de développement pendant quatre années consécutives.

### Politique énergétique nationale
Selon la Politique énergétique nationale de 2019, l'Ouganda vise à réduire la part de la biomasse dans le mix énergétique et à augmenter l'accès à l'électricité à 60% de la population d'ici 2025. Les investissements énergétiques sont orientés vers l'augmentation de l'accès, l'amélioration de la capacité de transmission et la garantie de la fiabilité du réseau.

## Énergies renouvelables et incitations

### Programme GET FiT
En collaboration avec le gouvernement ougandais et la banque allemande KfW, l'ERA a développé le programme Global Energy Transfer for Feed-in-Tariff (GET FiT) en 2012 pour augmenter la production énergétique de l'Ouganda et atténuer les éventuelles pénuries d'approvisionnement avant la mise en ligne des grandes centrales hydroélectriques.
L'objectif principal du programme GET FiT est d'accélérer le développement de projets de production d'énergie renouvelable de 1 MW à 20 MW promus par des développeurs privés, avec une capacité installée totale d'environ 170 MW représentant 830 GWh par an.

### Tarif de rachat pour les énergies renouvelables
Pour promouvoir le développement et l'utilisation des sources d'énergie renouvelable, le gouvernement a développé une structure de tarif de rachat (REFIT). Ce tarif s'applique aux systèmes d'énergie renouvelable de petite échelle incluant l'énergie hydraulique, éolienne, solaire, géothermique, la combustion de biogaz et de gaz de décharge, ainsi que la cogénération de biomasse.

## Défis et perspectives

### Problèmes environnementaux
Les principaux défis environnementaux du secteur énergétique ougandais incluent la déforestation, la dégradation des terres et la pollution de l'air intérieur liée à l'utilisation de la biomasse pour la cuisine résidentielle. La vulnérabilité de la importante capacité hydroélectrique du pays au changement climatique constitue également un défi majeur.

### Émissions de CO2
Les émissions actuelles de CO2 de l'Ouganda provenant de la combustion de carburants s'élèvent à 5,7 millions de tonnes de dioxyde de carbone (Mt CO2), principalement du secteur des transports. L'électricité ne représente que 1% des émissions totales.

### Objectifs de développement
L'Ouganda s'est engagé dans le cadre de l'Accord de Paris sur le climat et de sa Contribution déterminée au niveau national à développer et mettre en œuvre des politiques énergétiques durables. Les priorités incluent :
- La résolution des goulots d'étranglement de transmission
- La stimulation de la demande pour les usages productifs de l'énergie
- L'amélioration de la stabilité du réseau
- La réduction du coût de l'électricité
- L'extension de la desserte à plus de clients[12]

### Projets d'électrification rurale
Des initiatives spécifiques visent à améliorer l'accès à l'électricité en zone rurale. La West Nile Rural Electrification Company (WENRECo), projet de l'Aga Khan Fund for Economic Development, illustre ces efforts en ayant transformé la région du Nil occidental grâce à l'investissement dans une centrale hydroélectrique qui a permis le développement socio-économique et l'amélioration des services sociaux.

## Structure du marché
Le secteur électrique ougandais a été libéralisé pour encourager la participation du secteur privé. Le marché comprend plusieurs acteurs :
- Production : mix de producteurs publics et privés
- Transmission : principalement assurée par l'opérateur national
- Distribution : plusieurs compagnies de distribution, dont l'Uganda Electricity Distribution Company Limited (UEDCL)

Cette structure libéralisée vise à améliorer l'efficacité du secteur et à attirer les investissements étrangers nécessaires au développement des infrastructures.

## Perspectives d'avenir
L'Ouganda continue d'attirer les investissements étrangers dans le secteur électrique, le gouvernement ayant fait de l'augmentation de la production électrique une priorité. Le pays dispose d'un potentiel considérable pour développer davantage ses ressources renouvelables, particulièrement l'hydroélectricité, l'énergie solaire et la géothermie.
Les objectifs incluent l'amélioration continue du taux d'électrification national, la réduction des disparités entre zones urbaines et rurales, et le développement d'un secteur énergétique durable et résilient face aux défis du changement climatique.